# Бозойський сільський округ (Жамбильський район)
Бозо́йський сільський округ (каз. Бозой ауылдық округі, рос. Бозойский сельский округ) — адміністративна одиниця у складі Жамбильського району Алматинської області Казахстану. Адміністративний центр та єдиний населений пункт — село Бозой.
Населення — 448 осіб (2021; 466 у 2009, 990 у 1999, 1529 у 1989).
Станом на 1989 рік існувала Бозойська сільська рада (село Бозой) колишнього Куртинського району.